# Якуб Крейчик
Якуб Крейчик (чеськ. Jakub Krejčík; 25 червня 1991, м. Прага, Чехія) — чеський хокеїст, захисник. Виступає за ХК «Еребру» у Шведській хокейній лізі. 
Вихованець хокейної школи «Славія» (Прага). Виступав за «Славія» (Прага), ХК «Гавлічкув-Брод», «Слован» (Усті-над-Лабем), «Лев» (Прага), «Спарта» (Прага).
В чемпіонатах Швеції — 50 матчів (0+13), у плей-оф — 5 матчів (0+0).
У складі національної збірної Чехії учасник чемпіонатів світу 2012 і 2015 (16 матчів, 0+3), учасник EHT 2012, 2013, 2014 і 2015 (26 матчів, 1+3). 
Досягнення
- Бронзовий призер чемпіонату світу (2012)
- Бронзовий призер чемпіонату Чехії (2014).